# Kompleks symplicjalny

Kompleks symplicjalny wymiaru 3

Zbiór sympleksów {\displaystyle {\mathcal {K}}} w {\displaystyle \mathbb {R} ^{n}} nazywamy kompleksem symplicjalnym (geometrycznym w odróżnieniu od abstrakcyjnego kompleksu symplicjalnego), jeśli spełnione są następujące warunki:
1. Dowolna ściana sympleksu należącego do {\displaystyle {\mathcal {K}}} jest również elementem {\displaystyle {\mathcal {K}}.}
2. Przekrój dowolnych dwóch sympleksów {\displaystyle \sigma _{1},\sigma _{2}\in {\mathcal {K}}} jest zbiorem pustym lub ich wspólną ścianą.

## Wymiar kompleksu symplicjalnego
Jeżeli kompleks {\displaystyle {\mathcal {K}}} zawiera sympleks wymiaru {\displaystyle n,} lecz nie zawiera sympleksu wymiaru większego, to liczbę {\displaystyle n} nazywamy wymiarem kompleksu {\displaystyle {\mathcal {K}}} co oznaczamy {\displaystyle \dim {\mathcal {K}}=n.} Natomiast gdy dla każdego {\displaystyle n\in \mathbb {N} } kompleks {\displaystyle {\mathcal {K}}} zawiera sympleks wymiaru większego niż {\displaystyle n,} to mówimy, że ma wymiar nieskończony co oznaczamy {\displaystyle \dim {\mathcal {K}}=+\infty .}

## Izomorfizm kompleksów symplicjalnych
Kompleksy symplicjalne {\displaystyle {\mathcal {K}},{\mathcal {L}}} nazywamy izomorficznymi jeżeli istnieje odwzorowanie symplicjalne {\displaystyle f\colon {\mathcal {K}}\to {\mathcal {L}}} będące izomorifzmem.

## Realizacja geometryczna kompleksu symplicjalnego
Każdy kompleks symplicjalny składa się ze zbioru sympleksów i wszystkie są podzbiorami pewnego ustalonego {\displaystyle \mathbb {R} ^{n}.} Podzbiór {\displaystyle \mathbb {R} ^{n}} złożony z punktów sympleksów {\displaystyle {\mathcal {K}}} nazywamy jego nośnikiem i oznaczamy {\displaystyle |{\mathcal {K}}|.} Zbiór {\displaystyle |{\mathcal {K}}|} w sposób naturalny dziedziczy topologię z {\displaystyle \mathbb {R} ^{n}.} Jednak prowadzi to do sytuacji, w której dla izomorficznych kompleksów ich nośniki z tymi topologiami mogą nie być homeomorficzne jako przestrzenie topologiczne. Jest to zależne od tego, w jaki sposób zbiory te są położone w {\displaystyle \mathbb {R} ^{n}.} Z tego względu zbiór {\displaystyle |{\mathcal {K}}|} wyposaża się w topologię (zwaną słabą), w której bazę stanowią zbiory {\displaystyle U\subseteq |{\mathcal {K}}|,} których przekrój z każdym sympleksem {\displaystyle \sigma \in {\mathcal {K}}} jest zbiorem otwartym w tym sympleksie. Zbiór {\displaystyle |{\mathcal {K}}|} wraz z topologią słabą nazywamy realizacją geometryczną kompleksu {\displaystyle {\mathcal {K}}}.